# Mazuecos
Mazuecos ist ein Ort und eine Gemeinde (municipio) mit 282 Einwohnern (Stand: 2024) im Südwesten der Provinz Guadalajara in der Autonomen Gemeinschaft Kastilien-La Mancha. 

## Lage und Klima
Mazuecos liegt in einer Höhe von ca. 710 m in der Kulturlandschaft der Alcarria. Der Tajo begrenzt die Gemeinde im Süden und Südosten. Die Entfernung zur nordnordwestlich gelegenen Provinzhauptstadt Guadalajara beträgt ca. 48 Kilometer (Fahrtstrecke). Das Klima ist gemäßigt bis warm; Regen fällt übers Jahr verteilt.

## Bevölkerungsentwicklung
| Jahr      | 1970 | 1981 | 1991 | 2001 | 2011 | 2021 |
| Einwohner | 851  | 530  | 438  | 346  | 325  | 270  |

## Sehenswürdigkeiten
- Marienkirche